# Piłka nożna w Holandii
Piłka nożna (niderl. Voetbal ˈvudbɑl) jest najpopularniejszym sportem w Holandii. Jej głównym organizatorem na terenie Holandii pozostaje Koninklijke Nederlandse Voetbal Bond.
Piłkarska reprezentacja Holandii jeden raz zdobyła mistrzostwa Europy (1988).
Najwyższa holenderska liga krajowa, Eredivisie, jest jedną z najpopularniejszych profesjonalnych lig sportowych na świecie. Holenderskie kluby są w czołówce pod względem liczby zdobytych międzynarodowych trofeów, z 15 oficjalnymi tytułami (6 Pucharów Europy/Ligi Mistrzów, 4 Puchary UEFA, 1 Puchar Zdobywców Pucharów, 2 Superpuchary UEFA, 2 Puchary Interkontynentalnych. W Eredivisie grają trzy najbardziej znane kluby świata, takie jak AFC Ajax i PSV Eindhoven (członkowie założyciele G-14) oraz Feyenoord Rotterdam.

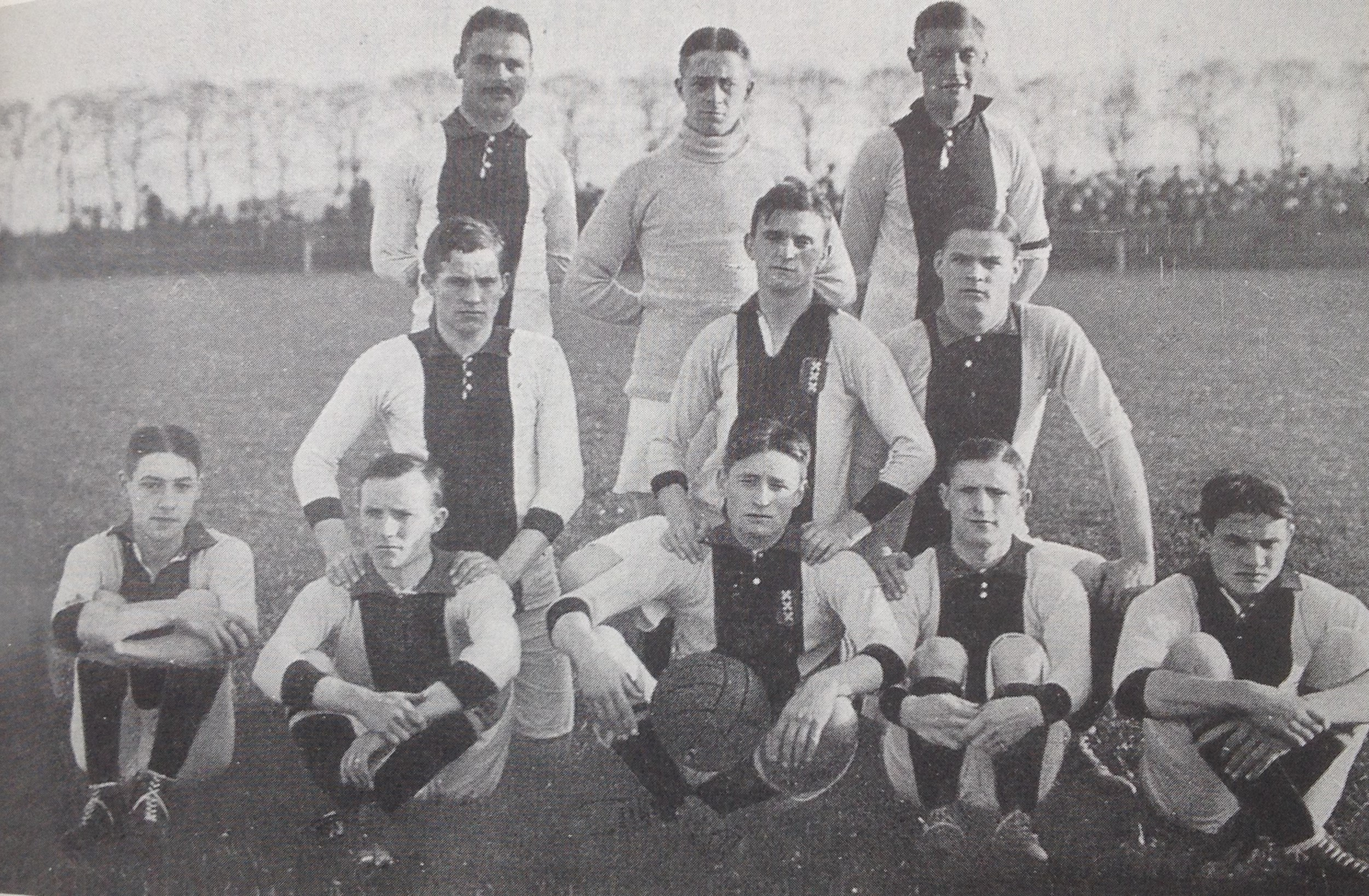
Ajax w latach 1914–15.

Holenderscy menedżerowie odnoszą największe sukcesy w europejskiej piłce nożnej, zwłaszcza w rozgrywkach takich jak Liga Mistrzów. Wśród trenerów, którzy zdobyli łącznię 5 tytułów, są Rinus Michels, Guus Hiddink, Johan Cruyff, Louis van Gaal i Frank Rijkaard.

## Historia

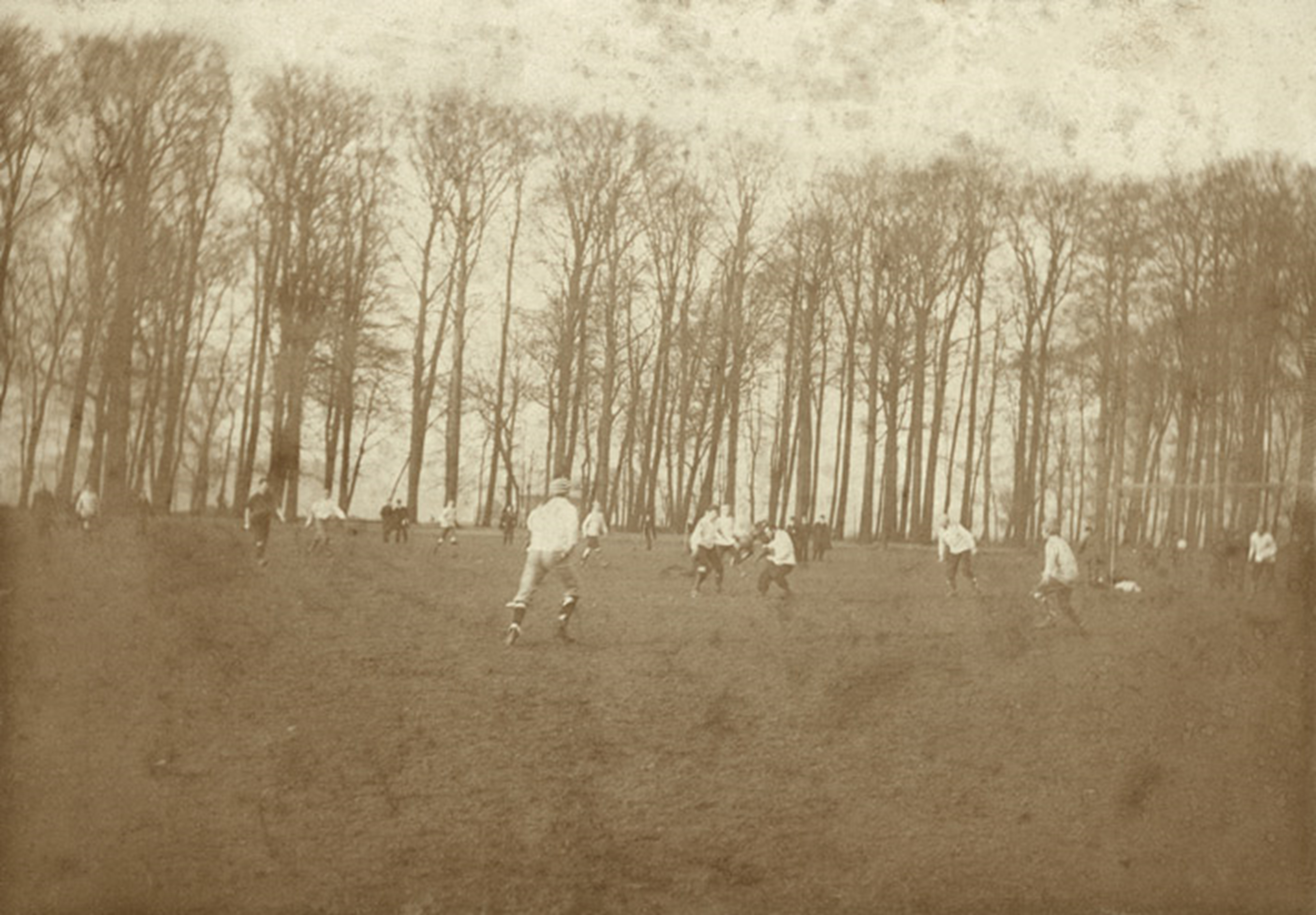
Piłka nożna w Holandii w XIX wieku:
1895, Instytut Noorthey

Piłka nożna zaczęła zyskiwać popularność w Holandii w drugiej połowie XIX wieku, przywieziona z Anglii. W 1865 roku zorganizowano pierwsze zawody, a w 1879 roku powstał pierwszy prawdziwy klub Haarlemsche Football Club, założony przez Pima Muliera w wieku 14 lat. W ciągu następnych 30 lat piłka nożna zyskała popularność w Holandii, a pod koniec lat 90. i na początku XX wieku powstało wiele nowych klubów, w tym Sparta Rotterdam w 1888, który jest najstarszym profesjonalnym klubem piłkarskim w kraju, AFC Ajax w 1900, Feyenoord Rotterdam w 1908 i PSV Eindhoven w 1913.
Królewski Holenderski Związek Piłki Nożnej (KNVB) został założony 8 grudnia 1889 i dołączył do FIFA w 1904 jako jeden z członków założycieli obok Związków Piłkarskich Belgii, Danii, Francji, Hiszpanii, Szwecji i Szwajcarii.
Profesjonalna piłka nożna została wprowadzona w 1954 roku, wraz z utworzeniem Holenderskiego Zawodowego Związku Piłki Nożnej (Nederlandse Beroeps Voetbal Bond lub NBVB). Pierwszy profesjonalny mecz rozegrano 14 sierpnia 1954 roku pomiędzy Alkmaar '54 a SC Venlo. KNVB przez długi czas sprzeciwiał się zawodowej piłce nożnej, ale ostatecznie poddał się presji i połączył z NBVB w listopadzie 1954 r., tworząc nowy związek piłkarski i nową (zawodową) ligę.

## Format rozgrywek ligowych
W obowiązującym systemie ligowym trzy najwyższe klasy rozgrywkowe są ogólnokrajowe (Eredivisie, Eerste divisie, Tweede Divisie). Dopiero na czwartym poziomie pojawiają się grupy regionalne.

## Puchary
Rozgrywki pucharowe rozgrywane w Holandii to:
- Puchar Holandii (KNVB Beker),
- Superpuchar Holandii (Johan Cruijff Schaal) - mecz między mistrzem kraju i zdobywcą Pucharu